# Тишков, Арсений Васильевич
Арсе́ний Васи́льевич Тишко́в (23 (10) августа 1909, Пенза, Российская империя — 19 сентября 1979, Москва, РСФСР, СССР) — советский деятель госбезопасности и дипломат. Чрезвычайный и полномочный посол (1947), генерал-майор (1965).

## Биография
Член ВКП(б) (1931). Окончил Московский институт советского права (1934).
- В 1934 году — сотрудник Народного комиссариата юстиции РСФСР.
- В 1934—1935 годах — служба в РККА.
- В 1935—1939 годах — сотрудник НКВД СССР.
- В 1939—1940 годах — начальник I отдела Управления по делам военнопленных НКВД СССР.
- В 1940—1941 годах — заместитель начальника Отделения III отдела ГУГБ НКВД СССР.
- С 1941 года — начальник Отделения IV отдела II управления НКВД СССР.
- В 1944—1946 годах — сотрудник Военной миссии СССР в Югославии.
- В 1946—1949 годах — резидент, главный резидент МГБ — Комитета информации в Венгрии.
- В 1946—1949 годах — советник посольства СССР в Венгрии.
- С 28 июня по 20 ноября 1949 года — чрезвычайный и полномочный посол СССР в Венгрии.
- В 1950—1951 годах — заместитель начальника IV управления Комитета информации при МИД СССР.
- В 1951—1954 годах — начальник IV управления Комитета информации при МИД, Управления нелегальной разведки I главного управления МГБ, II главного управления МВД СССР.
- С 16 февраля по 22 мая 1953 года — заместитель уполномоченного МГБ, МВД СССР в Германии.
- В 1954 году — заместитель начальника I главного управления КГБ при Совете Министров СССР.
- В 1954—1960 годах — заместитель начальника Школы № 101 КГБ.
- В 1960—1967 годах — начальник Высшей разведывательной школы ПГУ КГБ СССР (Школы № 101).

## Сочинения
- Тишков А. В. Первый чекист : [деятельность Ф. Э. Дзержинского на посту председателя ВЧК-ОГПУ и военная работа] / А. В. Тишков. — М. : Воениздат, 1968. — 136 с.

- Тишков А. Дзержинский. — М. : Молодая гвардия, 1974. — 384 с. — (ЖЗЛ; Вып. 541). — 100 000 экз.. Переиздавалась в 1976, 1977, 1985. Суммарный тираж 450 000 экз.

- Тишков А. В. Рудольф Абель перед американским судом / А. В. Тишков. — М. : Юридическая литература, 1971. — 72 с.

## Награды
- Орден Красного Знамени.
- Орден «Знак Почёта» (дважды).
- Орден «Партизанская Звезда» (Югославия).